# Piano di Laplace
Il piano di Laplace, in astronomia, è definito come il piano medio su cui si situa l'orbita di un satellite naturale durante un ciclo di precessione (ovvero, in termini più rigorosi, il piano perpendicolare al polo di precessione orbitale del corpo).
Prende il nome dall'astronomo francese Pierre Simon Laplace (1749-1827) che lo scoprì. Non va confuso con il piano invariabile, pure a volte indicato come piano laplaciano perché scoperto dallo stesso autore. I due piani sono equivalenti solo nel caso in cui tutte le possibili perturbazioni e le risonanze orbitali sono lontane dal corpo in precessione.
Il concetto è utilmente impiegato per descrivere le orbite dei numerosi satelliti dei giganti gassosi del sistema solare; il "piano" consiste in realtà di una superficie tridimensionale la cui orientazione spaziale assume un certo grado di curvatura man mano che la distanza dal pianeta cresce.

## Scoperta
Il piano di Laplace è una conseguenza degli effetti perturbativi scoperti dall'astronomo francese mentre stava conducendo osservazioni sulle orbite dei satelliti galileiani di Giove (gli unici conosciuti a quel tempo). Laplace trovò che gli effetti della forza perturbativa del Sole e quelli derivanti dalla forma oblata del pianeta (cioè il suo rigonfiamento equatoriale), si combinavano per produrre un inclinazione propria nel piano delle orbite del pianeta relativamente al piano equatoriale di Giove.

## Orientazione
Generalmente, per i satelliti più interni il piano di Laplace corrisponde con il piano equatoriale del pianeta, mentre al crescere della distanza esso tende ad allinearsi al piano orbitale del corpo attorno al Sole (la cui attrazione gravitazionale diventa rilevante). La regola ammette tuttavia eccezioni rilevanti; ad esempio, i piani di Laplace dei satelliti naturali di Nettuno sono fortemente influenzati dalla presenza di Tritone, il satellite maggiore, e quelli dei satelliti naturali di Saturno più esterni (come Ananke e Pasife risentono in maniera notevole delle perturbazioni indotte dalla presenza di Saturno.
Il piano di Laplace varia nel corso del moto di rivoluzione del pianeta madre attorno al Sole; la sua deformazione è minima quanto più l'equatore planetario è rivolto verso la stella, ed è massima ai solstizi.